# Kostel svatého Mikuláše (Deblín)
Kostel svatého Mikuláše je římskokatolický chrám v městysu Deblín v okrese Brno-venkov. Je chráněn jako kulturní památka České republiky. Je farním kostelem deblínské farnosti.

## Historie
Kostel, poprvé uváděný k roku 1294, vznikl na předhradí deblínského hradu ve druhé čtvrtině 13. století. Jednalo se o pozdně románský trojlodní chrám, který ale zřejmě nebyl nikdy dokončen. Části jeho zdiva byly objeveny při výkopech ve 20. století. V prostoru jeho hlavní lodi byl asi v první polovině 14. století vybudován současný gotický kostel v podobě plochostropého jednolodí s pravoúhlým kněžištěm a hranolovou věží v západním průčelí, zřejmě druhotně zde byly osazeny románské prvky (portál, aj.). K velké přestavbě chrámu došlo v roce 1746, kdy byl podle projektu Mořice Grimma zbarokizován. Rovný závěr presbytáře byl nahrazen apsidou, za níž byla postavena sakristie. K severní i jižní stěně kněžiště byly přistavěny kaple, presbytář i loď byly zaklenuty a dřevěné zvonicové patro věže bylo nahrazeno zděným.
U kostela se nachází hřbitov.